# Comarca de Santo Domingo de la Calzada
La Comarca de Santo Domingo de la Calzada, La Rioja (España). En la región Rioja Alta, de la zona de Valle, y corresponde a la cuenca media del río Oja.
N.º de municipios: 16
Superficie: 252,67 km²
Población (2009): 9.621 habitantes
Densidad: 38,08 hab/km²
Latitud media: 42°26′50″ N
Longitud media: 2°57′18″ O
Altitud media: 667,31 m s. n. m.

## Municipios de la comarca
Baños de Rioja, Bañares, Castañares de Rioja, Cirueña, Corporales, Grañón, Herramélluri, Hervías, Leiva, Manzanares de Rioja, Santo Domingo de la Calzada, Santurde de Rioja, Santurdejo, Tormantos, Villalobar de Rioja, Villarta-Quintana.

## Demografía
| Municipio                   | Población | Superficie | Pedanías y despoblados               |
| --------------------------- | --------- | ---------- | ------------------------------------ |
| Baños de Rioja              | 95        | 9,23       |                                      |
| Bañares                     | 293       | 29,59      |                                      |
| Castañares de Rioja         | 462       | 10,91      |                                      |
| Cirueña                     | 128       | 12,15      | Ciriñuela                            |
| Corporales                  | 43        | 8,41       | Morales                              |
| Grañón                      | 283       | 31,01      |                                      |
| Herramélluri                | 111       | 10,88      | Velasco                              |
| Hervías                     | 127       | 14,14      |                                      |
| Leiva                       | 282       | 12,71      |                                      |
| Manzanares de Rioja         | 94        | 17,91      | Gallinero de Rioja                   |
| Santo Domingo de la Calzada | 6614      | 40,09      |                                      |
| Santurde de Rioja           | 300       | 15,43      |                                      |
| Santurdejo                  | 134       | 18,35      |                                      |
| Tormantos                   | 148       | 11,07      |                                      |
| Villalobar de Rioja         | 68        | 10,94      |                                      |
| Villarta-Quintana           | 163       | 24,73      | Barrio Quintana y Quintanar de Rioja |

Los pueblos de la comarca de Santo Domingo sufrieron una fuerte emigración durante los años 60 y 70, descendiendo fuertemente su población, y a diferencia de otras comarcas la capital no funcionó como colchón demográfico de la comarca, ya que Santo Domingo no tuvo un aumento demográfico suficiente para compensar la pérdida comarcal. Actualmente Santo Domingo soporta casi dos tercios de la población comarcal, siendo el resto de los municipios de la comarca pequeñas localidades de entre 50 y 200 habitantes.
Esta comarca al estar poco industrializada y con una base económica agraria, no ha conseguido retener población sufriendo un descenso demográfico constante. Santo Domingo no ha funcionado como centro económico dinámico, como si ha ocurrido con Nájera, Calahorra o Arnedo.
Como se puede observar esta comarca tiene un problema demográfico grave, ya que muchos de sus municipios están por debajo de los 150 habitantes, y por tanto es difícil mantener servicios básicos en dichos municipios.

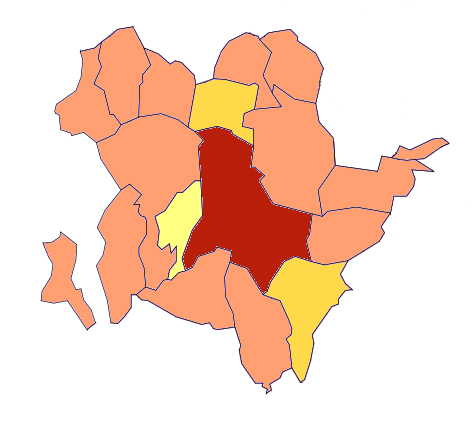
Distribución demográfica de los municipios de la Comarca de Santo Domingo de la Calzada

| Gráfica de evolución demográfica de Comarca de Santo Domingo de la Calzada entre 1900 y 2011                                                              |
| |
| Población de derecho (1900-1991) o población residente (2001) según los censos de población del INE. Población según el padrón municipal de 2011 del INE. |

## Orografía

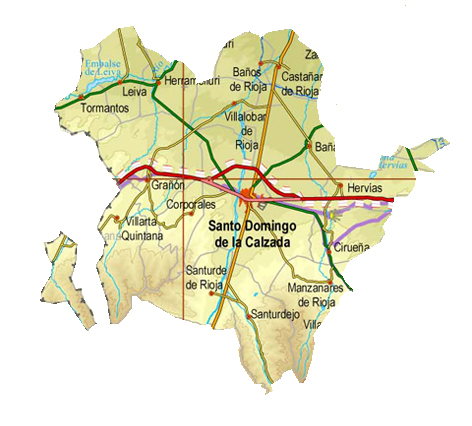
Mapa Orográfico de la comarca de Santo Domingo de la Calzada

## Educación
En la comarca de Santo Domingo debido a la despoblación no todos sus municipios poseen escuelas de educación infantil y primaria, por ello se agrupan en distintas Escuelas Rurales Agrupadas, situadas en los municipios con mayor número de niños en edad escolar, a las que acuden los niños de los pueblos adyacentes.
Aparte de los municipios agrupados en los CRA en Santo Domingo existen varios colegios de educación primaria y un instituto al que acuden los alumnos de secundaria de toda la comarca.
Las escuelas de dicha comarca pertenecen al CRA Oja-Tirón:
- Escuela de Castañares de Rioja:
- Escuela de Santurde de Rioja: Está situada en la plaza del Fundador, en una casona de piedra de buena traza fruto de alguna intervención restauradora, que fue en su día 'Escuela de niñas'. Actualmente hay unos 7 alumnos en esta escuela.

En Santo Domingo existe un colegio público y uno concertado, así como un instituto.
- CEIP Beato Jerónimo Hermosilla
- Colegio Sagrados Corazones
- IES Valle del Oja